# Vulpia muralis
Vulpia muralis é uma espécie de planta com flor pertencente à família Poaceae. 
A autoridade científica da espécie é (Kunth) Nees, tendo sido publicada em Linnaea 19(6): 694. 1847.

## Portugal
Trata-se de uma espécie presente no território português, nomeadamente em Portugal Continental, no Arquipélago dos Açores e no Arquipélago da Madeira.
Em termos de naturalidade é nativa de Portugal Continental e no Arquipélago da Madeira e introduzida no Arquipélago dos Açores.

## Protecção
Não se encontra protegida por legislação portuguesa ou da Comunidade Europeia.